# شارلوته فرانك
شارلوته فرانك (بالألمانية: Charlotte Frank)‏ هي مهندسة معمارية ألمانية، ولدت في 25 يوليو 1959 في كيل في ألمانيا.